# Pyroderces caesaris
Pyroderces caesaris is een vlinder uit de familie prachtmotten (Cosmopterigidae). De wetenschappelijke naam is voor het eerst geldig gepubliceerd in 1957 door Gozmany.
De soort komt voor in Europa.